# Habito no Abrigo
Habito no Abrigo é um álbum ao vivo da banda brasileira Trazendo a Arca, gravado em maio de 2015 na região da Ilha do Governador na Igreja Apostólica Unidade em Cristo, na cidade do Rio de Janeiro e lançado pela Sony Music Brasil em novembro do mesmo ano.
É o primeiro projeto do grupo de inéditas sem a participação do ex-integrante Ronald Fonseca, que chegou a contribuir nos arranjos do projeto anterior, Na Casa dos Profetas. Em seu lugar, participam os músicos Kleyton Martins, responsável pela produção musical e arranjos, e o instrumentista Hívier Garcez, que passou a se apresentar com a banda desde 2012.
O álbum foi definido pelo vocalista Luiz Arcanjo como um novo momento na carreira do grupo. A gravação ocorreu em dois dias com entrada franca, e conteve a participação especial de Ana Nóbrega em "O Senhor é Bom". Simultaneamente ao disco, foram lançados vídeos produzidos na gravação do álbum, sob direção de Hugo Pessoa, responsável por ter dirigido, também, o DVD Ao Vivo no Maracanãzinho (2008).

## Gravação
Habito no Abrigo é o primeiro álbum do Trazendo a Arca de repertório inédito gravado totalmente ao vivo desde Toque no Altar (2003). O disco também trouxe mais composições do baixista Deco Rodrigues. Acerca da ausência de Ronald Fonseca, Luiz Arcanjo disse: "Ronald Fonseca foi um dos elementos mais importantes na história e identidade musical do grupo, mas uma das características desse ministério e creio que seja uma de nossas maiores riquezas é que sempre houve uma pluralidade e diversidade de talentos. Nunca fomos dependentes do talento de um único elemento. É claro que abrir mão de um talento como o Ronald não é nada fácil, mas por outro lado isso nos desafiou a buscar outras possibilidades".

## Lançamento e recepção
| Críticas profissionais | Críticas profissionais |
| Avaliações da crítica  | Avaliações da crítica  |
| Fonte                  | Avaliação              |
| ---------------------- | ---------------------- |
| Super Gospel           | [ 4 ]                  |

Habito no Abrigo recebeu uma avaliação mista da mídia especializada. Em texto publicado pelo Super Gospel, é defendido que o disco supera os problemas técnicos de Na Casa dos Profetas embora, em contrapartida, seja um disco que procure evocar elementos do álbum Olha pra Mim (2006): "Vários aspectos do projeto olham para o passado do Trazendo a Arca, embora não com todo o poder de outrora, fornecem um passeio agradável".

## Faixas
A seguir lista-se as faixas, compositores e durações de cada canção de Habito no Abrigo, segundo o encarte do disco.
| N.º            | Título                               | Compositor(es)              | Duração |  |
| 1.             | "Até que os Reinos"                  | Deco Rodrigues Luiz Arcanjo | 4:21    |  |
| 2.             | "Quão Grande o Nosso Deus"           | Rodrigues Arcanjo           | 6:10    |  |
| 3.             | "Batizará"                           | Arcanjo                     | 5:18    |  |
| 4.             | "Adorai"                             | Arcanjo                     | 7:14    |  |
| 5.             | "Habito no Abrigo"                   | Julio Melgar                | 7:30    |  |
| 6.             | "O Senhor é Bom" (part. Ana Nóbrega) | Rodrigues Arcanjo           | 7:34    |  |
| 7.             | "Purifica"                           | Arcanjo                     | 5:49    |  |
| 8.             | "Minhas Fontes Estão em Ti"          | Rodrigues Arcanjo           | 6:09    |  |
| 9.             | "Estações"                           | Rodrigues Arcanjo           | 6:43    |  |
| 10.            | "Meu Redentor Vive"                  | Rodrigues Arcanjo           | 6:24    |  |
| 11.            | "Levanta e Anda"                     | Rodrigues Arcanjo           | 7:03    |  |
| 12.            | "Ministração"                        | Arcanjo                     | 8:14    |  |
| Duração total: | Duração total:                       | Duração total:              | 78:35   |  |

## Ficha técnica
A seguir estão listados os músicos e técnicos envolvidos na produção de Habito no Abrigo:
Banda
- Luiz Arcanjo - vocal, violão e guitarra
- André Mattos - bateria e vocal de apoio
- Deco Rodrigues - baixo e vocal de apoio
- Isaac Ramos - guitarra e violão

Músicos convidados
- Kleyton Martins - produção musical, arranjos, piano, teclado e loops
- Ana Nóbrega - vocal em "O Senhor é Bom"
- Hívier Garcez - teclado
- Adriano Lins - vocal de apoio
- Josi Lins - vocal de apoio
- Josely Ramos - vocal de apoio
- Amavi Cristina - vocal de apoio
- Rafa Brito - vocal de apoio

Equipe técnica
- Bene Maldonado - mixagem
- Samuel Júnior - técnico de estúdio
- Sergio Jachelli - técnico de estúdio
- Ricardo Garcia - masterização